# День Вальдемара

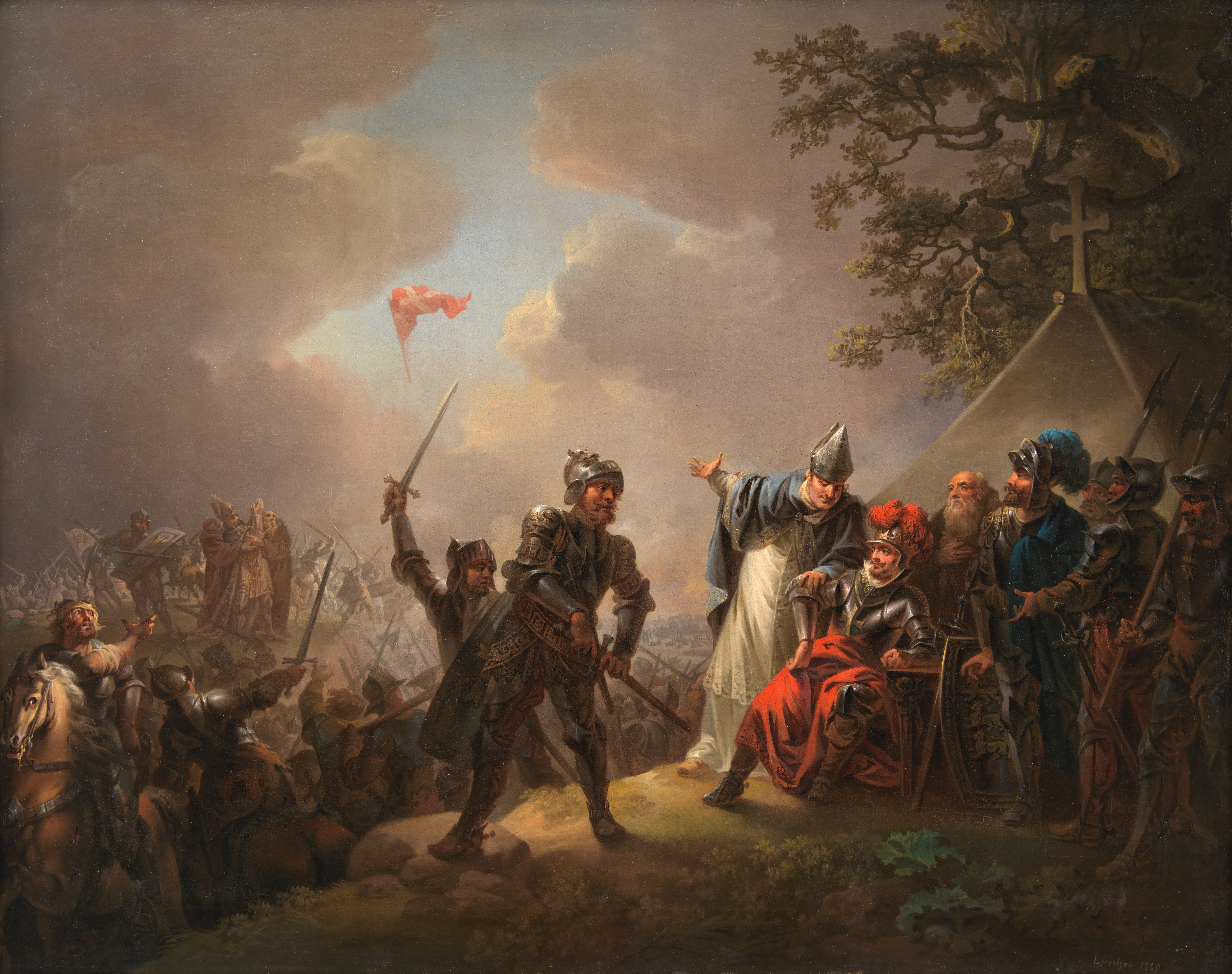
Даннеброг, що спускається з небес під час битви при Лінданісі. «Падіння Даннеброга», Христіан Август Лоренцен, 1809 рік

День Вальдемара (дан. Valdemarsdag) — державне свято, яке святкується у Данії щороку 15 червня. Воно було затверджене у 1912 році на честь цього дня у 1219 році, — за легендою, під час битви під Лінданісом в Естонії, у якій проти вендів та естонців виступав данський король Вальдемар ІІ, з небес спустився Даннеброг, який згодом став державним прапором Данії.
15 червня також був днем Святого Віта, або, як називали його венди, Святовита. Цього дня у 1168 році король Вальдемар Великий захопив місто Аркона на острові Рюген, і знищив ідола Святовита. Ймовірно, 15 червня як день хрестового походу початково походить саме від цього факту, але згодом фокус змістився саме на міф про отримання прапора під Лінданісом.
Окрім цього, цей день є днем памʼяті Шлезвізьких плебісцитів 1920 року, коли у результаті референдумів у двох регіонах Шлезвіга відбулося офіційне приєднання до складу Данії Північного Шлезвігу, який отримав назву Південна Ютландія. Символічне воззʼєднання разом з перетином кордону королем Кристіаном Х відбулося 10 липня 1920 року.
На честь цього свята по всій країні також здіймають державні прапори. До 1948 року це також був вихідний день у всіх школах.